# Solway Firth
«Solway Firth» — песня американской метал-группы Slipknot. В сопровождении видеоклипа[2], песня была выпущена в качестве второго сингла с шестого студийного альбома We Are Not Your Kind 22 июля 2019 года. Название песни отсылает к фотографии, известной как «Солуэй-Фертский космонавт», на которой запечатлена улыбающаяся маленькая девочка, и «космонавт», стоящий позади неё. При этом, фотограф, сделавший снимок, утверждает, что за девочкой в тот момент никого не было. Идея же песни заключается в том, что очень просто сфабриковать или исказить реальные факты, выдав их за действительность.

## Видеоклип
22 июля вместе с песней был выпущен видеоклип, срежисированный Шоном «Клоуном» Крейеном. Клип содержит в себе записи с концертов Slipknot и кадры из сериала Пацаны.

## Отзывы критиков
«Solway Firth» получил в основном положительные отзывы. Адам Рис из Metal Hammer описывает данный сингл, как «драматический, немного тревожный и откровенно тяжёлый». Журнал Kerrang! назвал данный сингл «шестиминутным шедевром». Лаурин Шаффнер из Loudwire похвалила работу вокалиста Кори Тейлора и ударника Джея Вайнберга, отметив, что «вокал Кори Тейлора освещает брутальную ярость… а ударные Джея Вайнберга достигают своего пика, со своими сокрушительными и растянутыми двойными бочками на протяжении всей песни». Некоторые критики признали, что «Solway Firth» является одной из «тяжёлых» и «экспериментальных» песен коллектива на их альбоме We Are Not Your Kind; Ник Рейли из NME утверждает, что данный сингл «по уровню тяжести граничит с Iowa», ссылаясь на слова Тейлора, в то время как Kerrang! также цитируют Тейлора, утверждая, что этот сингл «может похвастаться „экспериментальной“ стороной саунда группы».

## Чарты
| Хит-парад (2019)                             | Место |
| -------------------------------------------- | ----- |
| Великобритания (OCC UK Rock & Metal)         | 14    |
| США (Billboard Digital Song Sales)           | 45    |
| США (Billboard Hot Rock & Alternative Songs) | 8     |